# Joop den Uyl
Johannes Marten (Joop) den Uijl (Hilversum, 9 d'agost de 1919 – Amsterdam, 24 de desembre de 1987) va ser un polític neerlandès. Va ser líder del Partit del Treball des del 1967 fins al 1986 i Primer Ministre dels Països Baixos des del 1973 fins al 1977.
El seu cognom era oficialment "Den Uijl", però sempre va utilitzar l'ortografia "Den Uyl".